# UGO.com
UGO Entertainment, Inc. è stato un sito web dedicato al press coverage sul mondo dell'intrattenimento, rivolto a persone di età compresa tra 18 e 34 anni. L'azienda aveva sede a New York, New York, Stati Uniti.

## Storia
Il sito web venne inizialmente aperto come Unified Gamers Online, come una "rete selezionata di siti e servizi dedicati ai videogiochi gestiti professionalmente." Nel 1997, il fondatore Chris Sherman assunse la Ken Margolis Associates per gestire le vendite e il marketing per l'industria videoludica. Ad aprile però vendette UGO ad Actionworld, Inc., sussidiaria dell'InterWorld, incorporando la compagnia nel Delaware. Nello stesso anno, InterWorld scorporò la società "per consentire a UGO Networks di costruire un team di gestione separato [...] e di posizionare UGO Networks per cercare finanziamenti azionari di parti private".
Nel 1998, UGO (all'epoca "la più ampia comunità di gamig in Internet") indisse il prestigioso UGO E3 Awards, l'odierno Game Critics Awards, da assegnare al miglior contributo al mondo videoludico. L'anno successivo, ci fu il cambio di nome in UnderGround Online, in seno ad un insieme di cambiamenti volti ad espandere ancora di più il bacino d'utenza. L'azienda trasmise in streaming varie forme di intrattenimento multimediale sul proprio sito Web, oltre a diffondere articoli su argomenti di interesse per il proprio pubblico di destinazione, quali fumetti, televisione, musica e film, riuscendo a concorrere con CNET Networks, IGN e Yahoo!. Il 24 luglio 2007 venne annunciato che Hearst Corporation avrebbe acquistato la UGO Entertainment per allargare la propria divisione sui media. Il 6 gennaio 2009, UGO Entertainment acquistò 1UP.com (inclusi i siti affiliati) da Ziff Davis.
Nel maggio 2011, IGN Entertainment disse che avrebbe acquisito UGO da Hearst in contanti e in azioni. Allo stesso tempo, la sua società madre News Corporation comunicò che la redditizia divisione IGN sarebbe stata scorporata in una nuova società. Nel marzo 2012, UGO cessò di esistere come sito web con un personale e rimase inattivo per un breve periodo. Successivamente, nel 2012, venne rilanciato come un "sito di commedie di cultura pop", concentrandosi sulla produzione di video originali su film, fumetti e videogiochi con un tono umoristico. Il 4 febbraio 2013, UGO.com venne comprato come parte della rete IGN da Ziff Davis, e venne chiuso definitivamente il 21 febbraio.

## Il network
L'UGO Network presentava altri siti Web come Hero Machine, basato su Flash che consente di creare il proprio supereroe e condividerlo; Studio UGO, con performance esclusive di musica dal vivo; Actress Archives, un sito web incentrato su notizie, gallerie fotografiche e video correlati ad attrici e intrattenitrici; e Caster's Realm, un blog che conteneva notizie e informazioni sui MMORPG.